# Heilig-Kreuz-Kirche (Röthenbach an der Pegnitz)

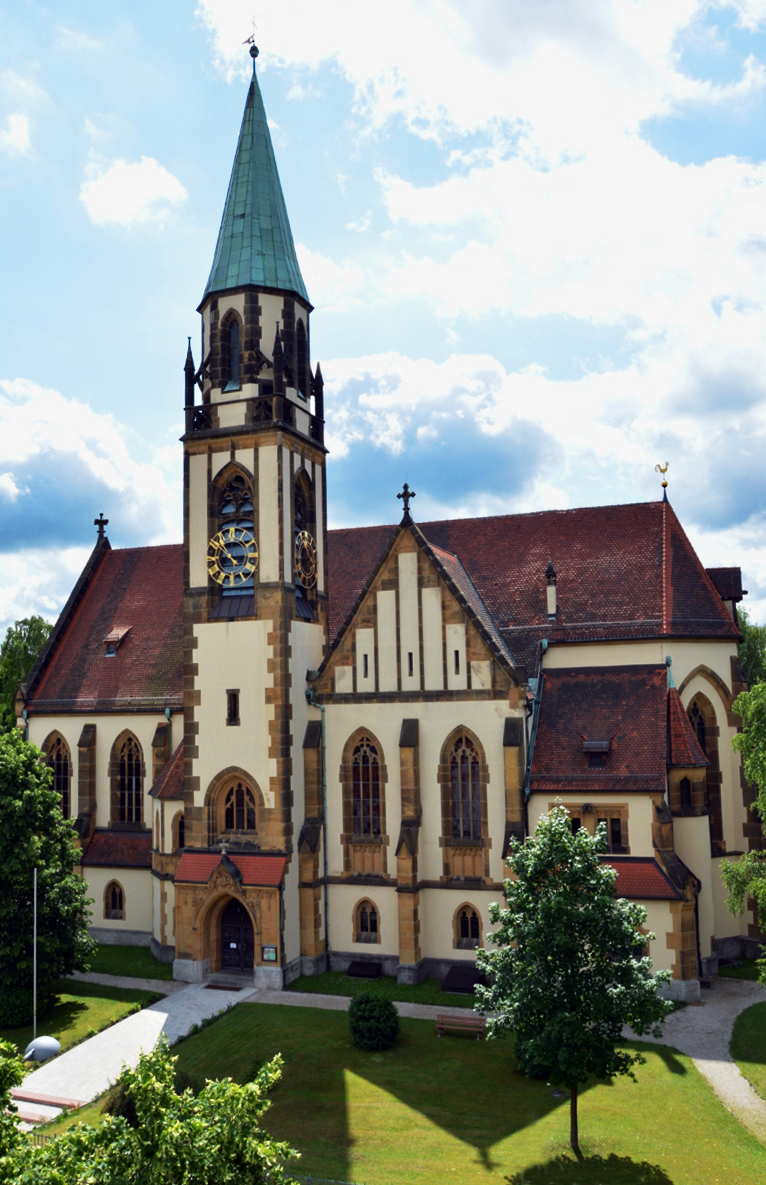
Heilig-Kreuz-Kirche (Nordwestansicht)

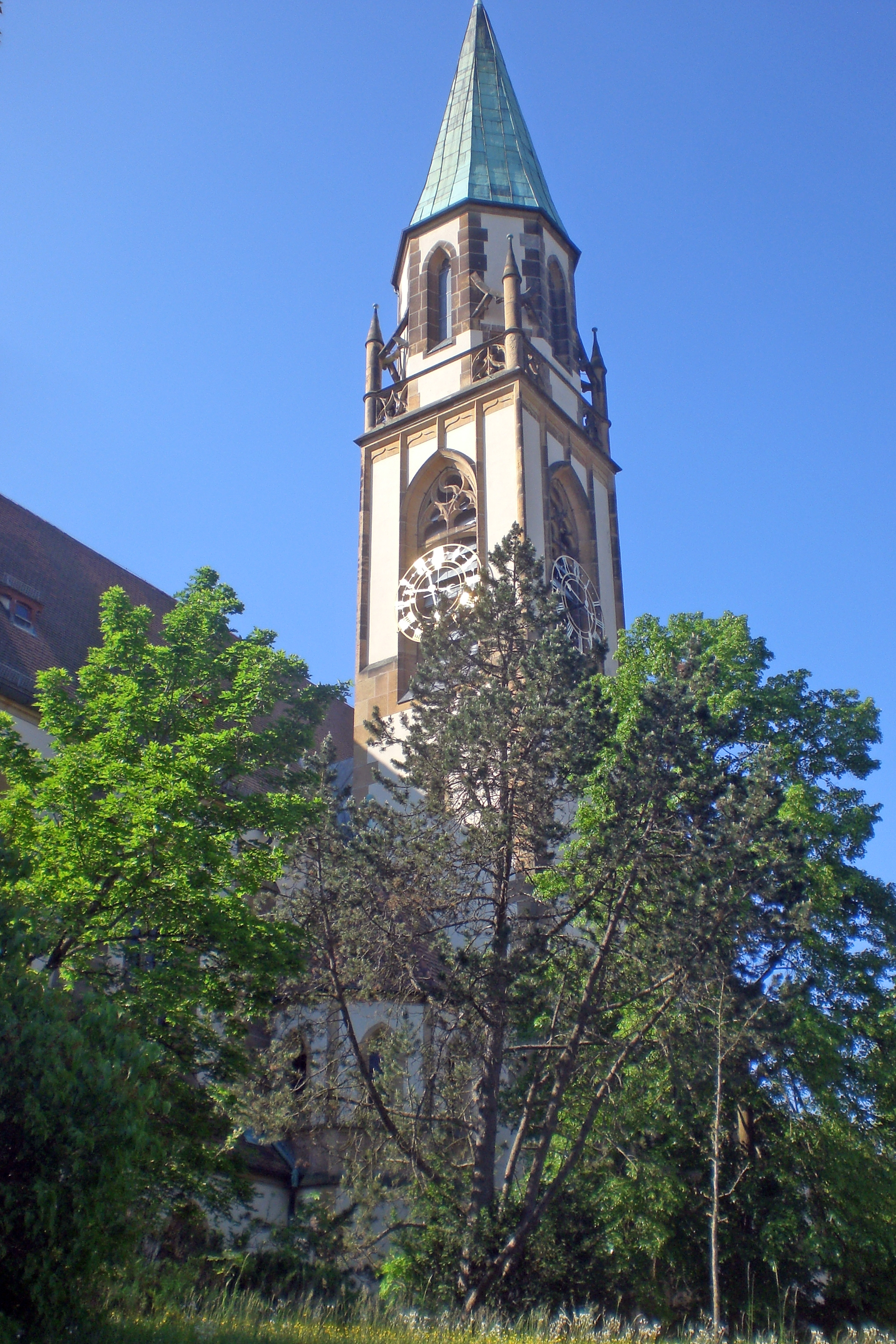
Heilig-Kreuz-Kirche, Turm, Sicht von Norden (2024)

Die Heilig-Kreuz-Kirche ist die evangelisch-lutherische Pfarrkirche in Röthenbach an der Pegnitz und steht unter Denkmalschutz. Sie trägt ihren heutigen Namen seit 1954. Ihre im neugotischen Stil gefasste Außenfassade zählt zu den bedeutendsten ihrer Zeit.

## Geschichte
Die evangelisch-lutherischen Christen Röthenbachs erhielten am 12. November 1911 ihre eigene Pfarrei. Bis dahin waren sie an die evangelisch-lutherische Gemeinde St. Georg im benachbarten Rückersdorf angebunden und mussten zu Gottesdiensten dorthin gelangen. Seit Beginn des 20. Jahrhunderts stand ihnen in Röthenbach zwar ein eigener Hilfsgeistlicher zur Seite, doch eine Kirche mit ausreichend Platz für die seit der Mitte des 19. Jahrhunderts stark gestiegene Zahl der evangelischen Bevölkerung Röthenbachs fehlte. Es gab lediglich kleine, zu Gebetsräumen umfunktionierte Räumlichkeiten.
1902 wurde ein Kirchenbauverein ins Leben gerufen. Nach mehreren Jahren der Planung – zunächst mit dem Architekten Hans Fourné (Nürnberg) – erhielt der Architekt Heinrich Hauberrisser im Mai 1909 den Auftrag zum Kirchenneubau. Die Grundsteinlegung erfolgte am 26. September 1909; zu Beginn des Jahres 1912 waren die Außenarbeiten abgeschlossen. Nach Verzögerungen bei den Arbeiten an der Innenausstattung, an der Walter Crane, Fritz Zadow und Georg Kölnsperger künstlerisch beteiligt waren, wurde die neue Pfarrkirche am 17. Mai 1914 eingeweiht.
Planung und Bau des Gotteshauses wurden von der Röthenbacher Industriellenfamilie Conradty intensiv begleitet und befördert; sie trug auch den Großteil der Gesamtkosten.
1943 und 1944 erlitt das Gebäude Schäden durch Luftangriffe. Größere Kirchenrenovierungen wurden 1955/1956 sowie 1986/1987 durchgeführt.

## Architektur

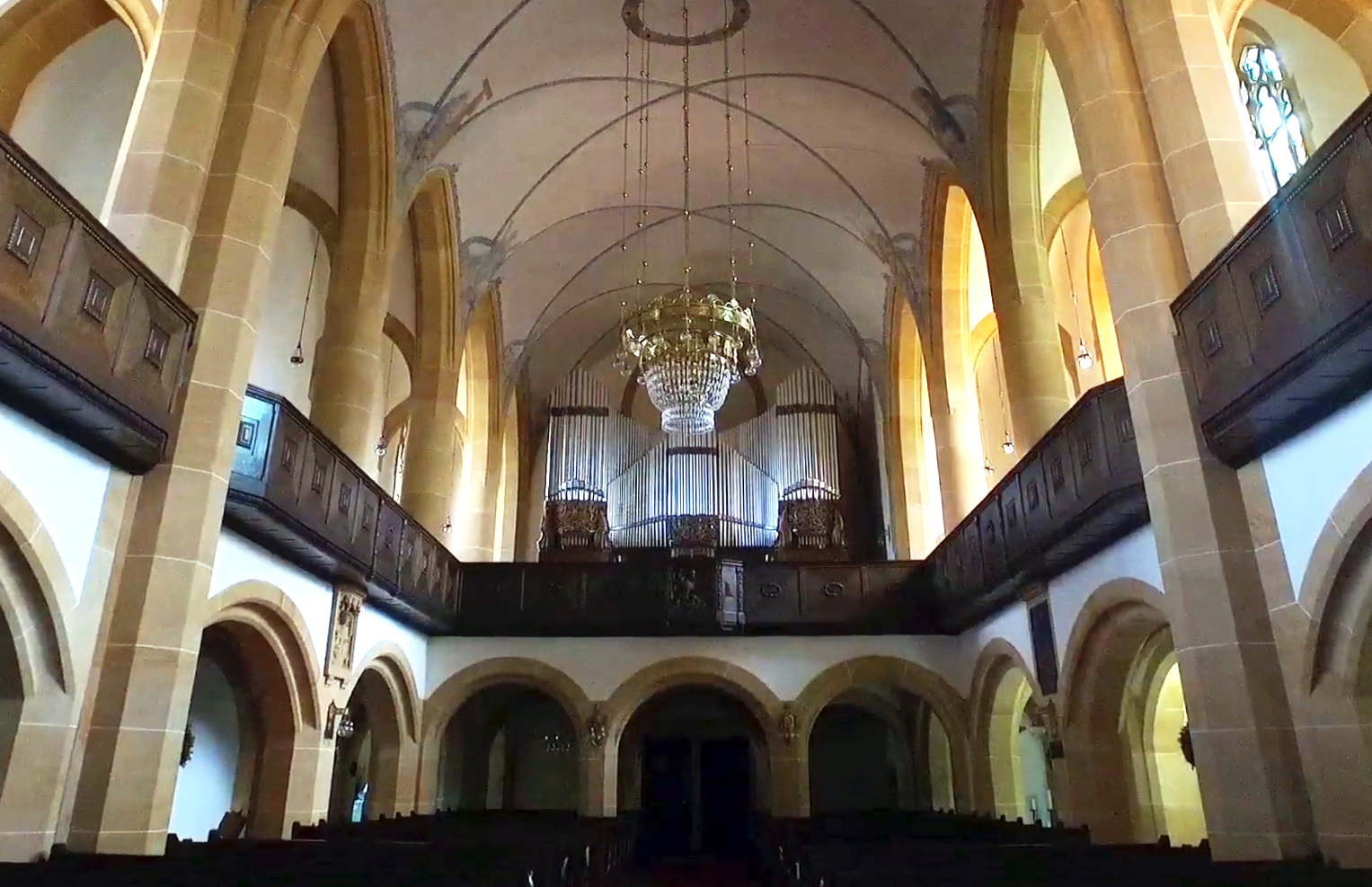
Blick vom Westchor in das Langhaus

Die Außenfassade der Kirche – mit einer Länge von 42 m, einer Breite von 22 m und einer Firsthöhe des Kirchenschiffes von 24 m (Turmhöhe 50 m) – ist im neugotischen Stil gehalten. Im Innenraum dominieren Formen der Neoromanik, der Neogotik und des Neobarock; er beinhaltet aber auch Elemente des Jugendstils.
Das dreischiffige Langhaus prägen im Erdgeschoss Bögen im neoromanischen Stil, die die beiden Seitenschiffe sowie den östlichen Eingangsbereich des Mittelschiffs abgrenzen und die Empore tragen. Auf der Empore selbst ist der Übergang in die Seitenschiffe hingegen mit neogotischen Spitzbögen gestaltet. Seinen oberen Abschluss findet das Langhaus durch ein Kreuzrippengewölbe.
Bis zur Renovierung 1955/1956 gab es an der Ostwand hinter der Orgel ein großes Maßwerkfenster, das dann zugemauert wurde, um Witterungseinflüsse auf die Orgel zu verhindern.

## Ausstattung

### Altar

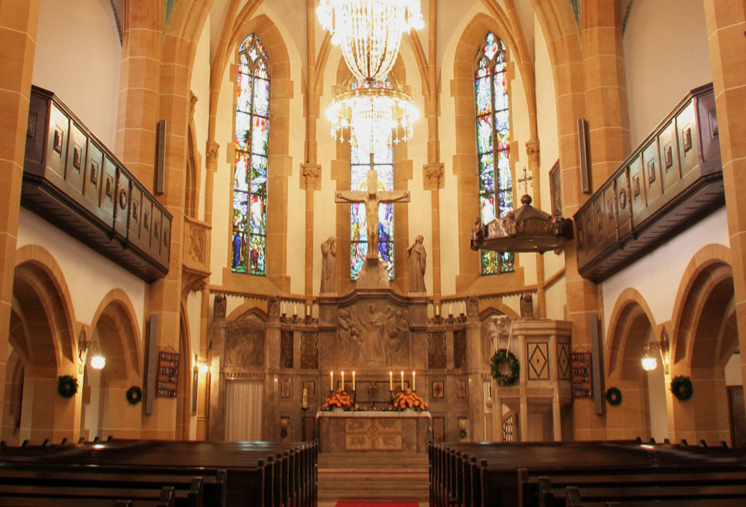
Blick in den Westchor

Nach Plänen Heinrich Hauberrissers durch Bildhauer Fritz Zadow gefertigt, bestehen Altar und Altaraufbau aus Untersberger Marmor. Bekrönt von Christus am Kreuz, zu dessen rechter Hand Maria und ihr gegenüber Johannes stehen, zeigt das große Mittelrelief unter dem Kreuz Jesus inmitten seiner Jünger beim Letzten Abendmahl. Das vom Kirchenschiff aus gesehen linke Seitenrelief ist als „Lamm Gottes, das die Sünden der Welt trägt“ ausgearbeitet. In Anspielung auf Psalm 42,2 erscheint im rechten Seitenrelief ein „Hirsch, der nach Wasser lechzt“.

### Chorfenster

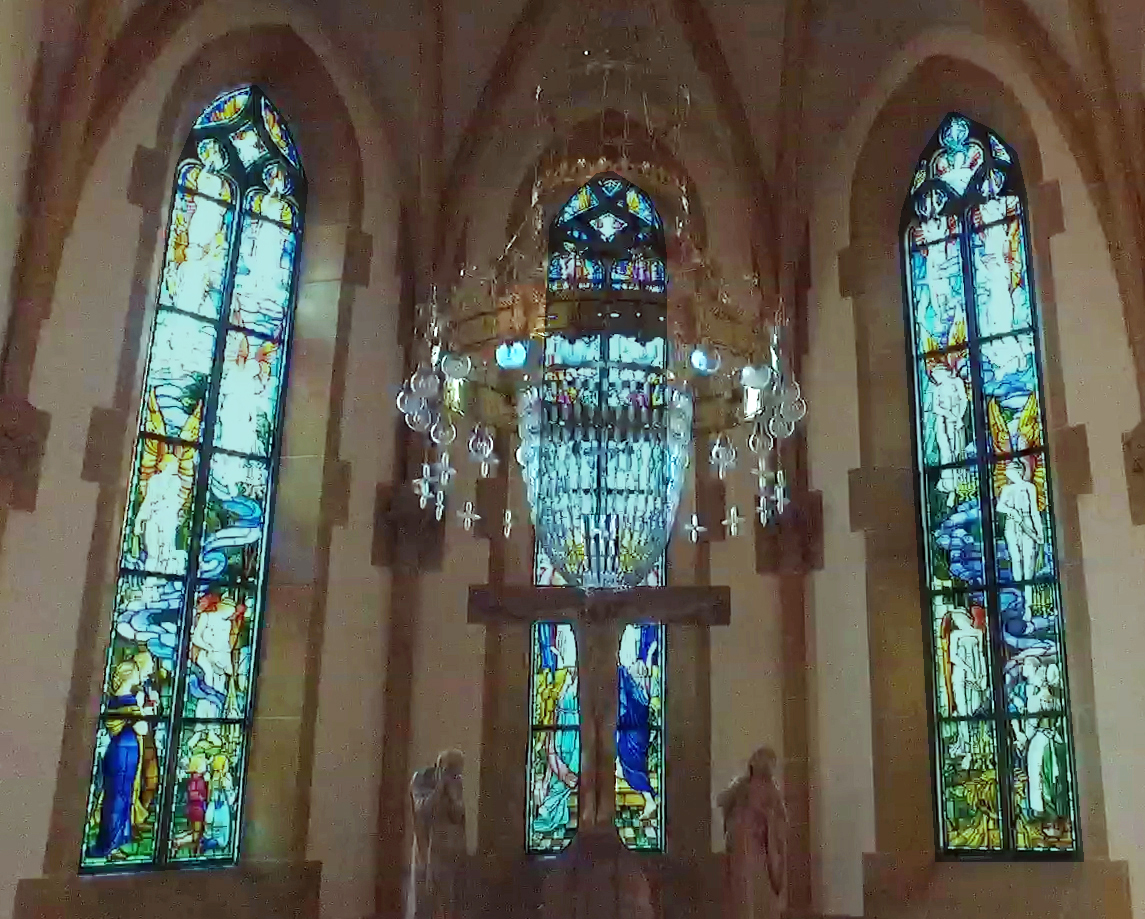
Glasmosaikfenster im Westchor; davor einer der großen Lüster

Die bunten Glasmosaikfenster des Westchores wurden nach Entwürfen von Walter Crane in der Londoner Werkstatt von Joseph Arthur Dix gefertigt. Die an den Jugendstil angelehnte Motivik spielt mit biblischen Motiven (etwa aus Maleachi, der Offenbarung des Johannes oder Psalm 141), die auf das Leben im Reich Gottes zielen.

### Kanzel

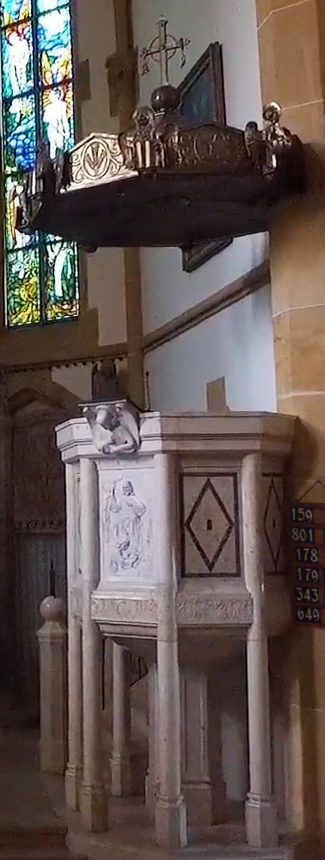
Kanzel mit Schalldeckel

Kanzel und Schalldeckel (am nördlichen Übergang vom Langhaus zum Chorraum stehend) entstammen Heinrich Hauberrissers Entwürfen. Fünf Rundsäulen tragen zusammen mit einem achteckigen Standfuß die ebenfalls achteckige Kanzel, deren Stil der Renaissance nachempfunden ist. Wie auch die Treppe hinauf zur Kanzel sind diese Elemente aus poliertem Jurakalkstein gefertigt. Auf der dem Langschiff zugewandten Seite befindet sich an der Kanzelbrüstung ein Relief, das ein Motiv aus der Johannes-Offenbarung aufgreift: Gott auf dem Thron sitzend, flankiert von sieben Leuchtern und dem schreibenden Johannes (der Offenbarer) zu seinen Füßen. Über diesem Relief dient ein weiteres, an den Kanzelsims gesetztes Relief mit einem Engel als Buchauflage.
Der Schalldeckel in Giebelform über der Kanzel hingegen folgt in seiner Ausgestaltung dem Jugendstil, besteht aus getriebenem Altmessing und ist bekrönt mit einem auf einer Kugel stehenden griechischen Kreuz. An vier seiner Ecken ist er mit den Symbolen der Evangelisten (geflügelter Mensch, Löwe, Stier, Adler) geschmückt. In die dazwischen liegenden Giebelfronten sind abwechselnd – als Zitation des Abendmahls – Kelch und Ähren als Reliefs eingetrieben.

### Taufstein
Im nordöstlichen Eingangsbereich des Langhauses, unter der Orgel, steht der ebenfalls achteckige und ebenfalls aus Jurakalkstein gefertigte Taufstein. Seine Ausfertigung ist an die Romanik angelehnt. Hingegen folgt die hohe kupferne Abdeckhaube in ihrer Ausgestaltung dem Jugendstil.

### Lüster
Drei große, üppig mit Ornamenten des Jugendstils geschmückte Messinglüster prägen das Kirchenschiff samt Chorraum und lassen den Raum insbesondere durch ihren unteren Glasbehang aus insgesamt rund 1000 handgeblasenen Perlen erstrahlen. Ursprünglich hing auch im nördlichen und südlichen Querschiff je einer dieser Leuchter. Bei der Renovierung 1955/1956 wurden diese beiden Leuchter entfernt. Abgenommen hat man damals auch den Glasbehang der verbliebenen Leuchter. Im Zuge der Renovierung 1986/1987 wurden die verschwundenen Glasbehänge wieder rekonstruiert und erneut angebracht.

### Deckengemälde

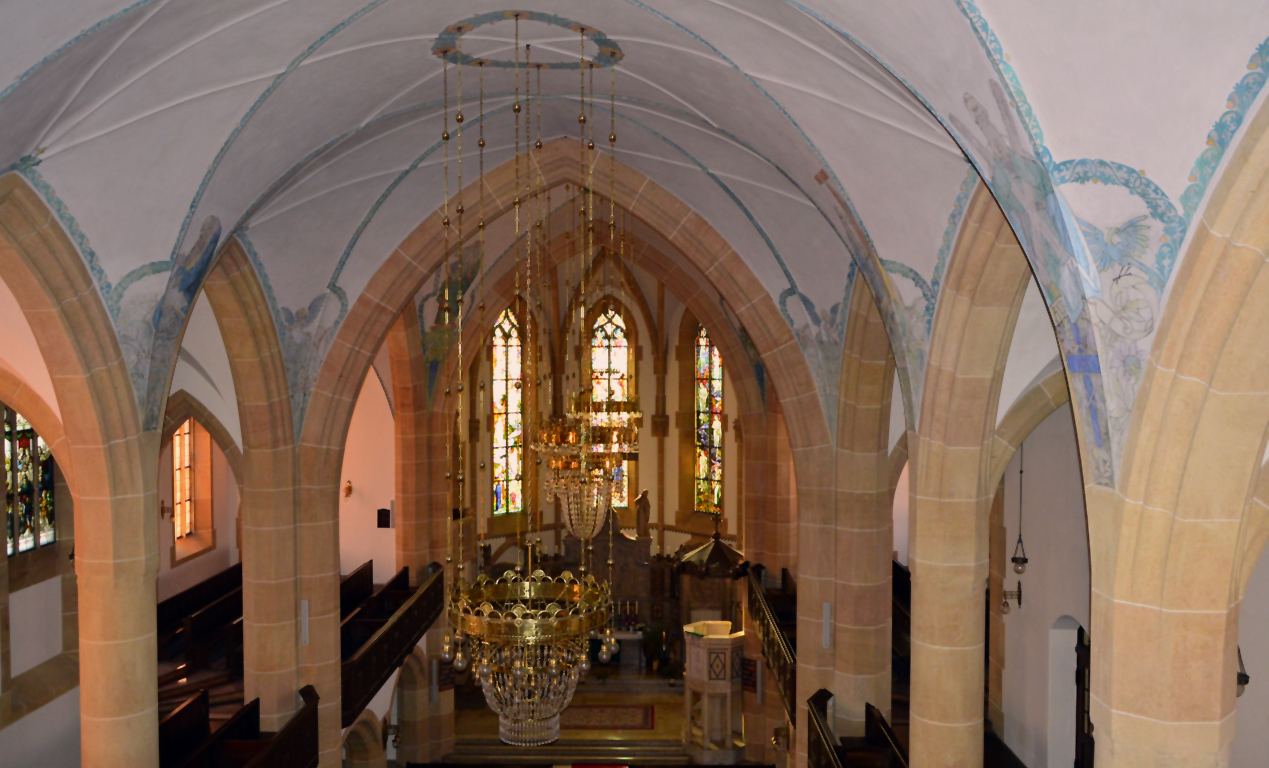
Gewölbe und Lüster (Langhaus)

Alle Gewölbemalereien, die von Georg Köllnsberger ausgeführt wurden, gehen auf das Jahr 1912 zurück. Die Gewölbegrate im Langhaus sind mit Blattranken verziert. In den Spandrillen des südlichen wie nördlichen Gewölbes des Langschiffes stehen sich vom östlichen Eingangsbereich aus gesehen jeweils gegenüber: Jakobus der Ältere und Thomas, Petrus und Andreas, Bartholomäus und Philippus. Simon und Matthias sitzen im Bogenzwickel des südlichen Querschiffs; analog im nördlichen Querschiff Jakobus der Jüngere und Thaddäus.
Für die Spandrillen des Gewölbes über der Vierung wählte Köllnsberger Standbilder der großen Propheten des Alten Testaments: Jesaja, Jeremia, Ezechiel und Daniel.
Bei der Renovierung 1955/1956 wurden die Gewölbemalereien, die durch Kriegseinwirkung teilweise beschädigt waren, mit weißer Farbe übertüncht. Sie wurden im Zuge der Renovierung 1986/1987 wieder freigelegt und rekonstruiert.

### Familiengruft, Grabkapelle, Oratorium, Ehrentafeln
Auf Vorschlag des Kirchenbauvereins wurde bereits zur Bauzeit der Kirche unter dem Altarraum die Familiengruft der Conradtys eingerichtet. Mit dieser Gruft (sie „zählt zu den schönsten und wertvollsten Schätzen, die die Heilig-Kreuz-Kirche zu bieten hat“), mit der Einrichtung einer eigenen Grabkapelle links neben dem Altarraum sowie eines ausschließlich für die Familie reservierten Oratoriums über dieser Grabkapelle und schließlich der Anbringung von Ehrentafeln im Kirchenraum sollte nach dem Willen des Kirchenbauvereins die enge Verbundenheit der Röthenbacher Industriellenfamilie Conradty mit dieser Kirche steinernes Zeugnis für die Zukunft werden und für immer an deren Großzügigkeit erinnern, ohne die der Kirchenbau nicht hätte verwirklicht werden können.

## Orgel

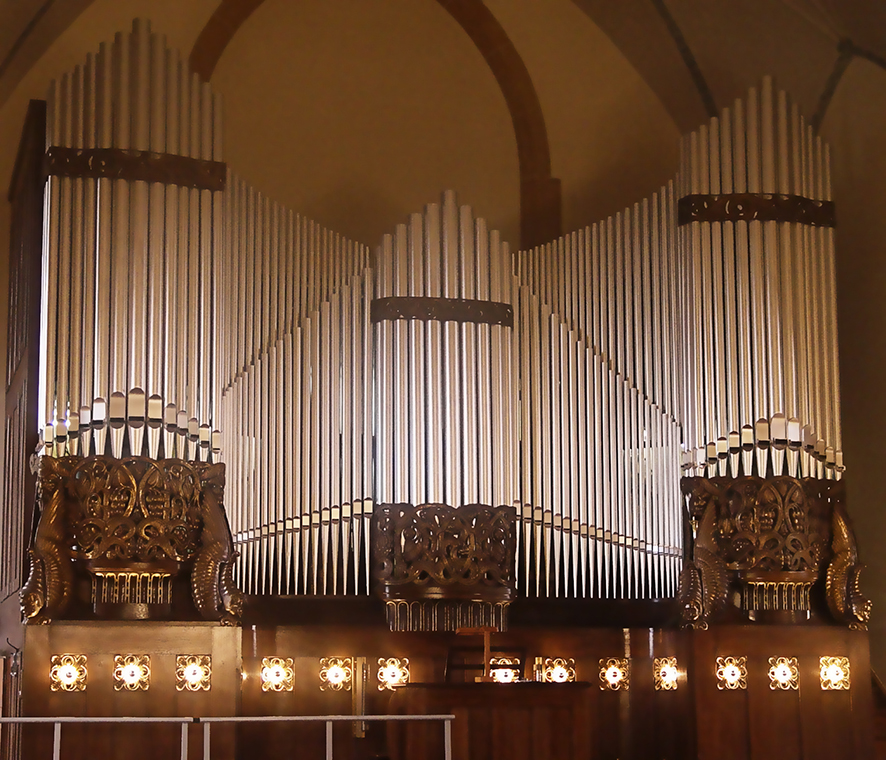
Jugendstil-Prospekt der Strebel-Orgel

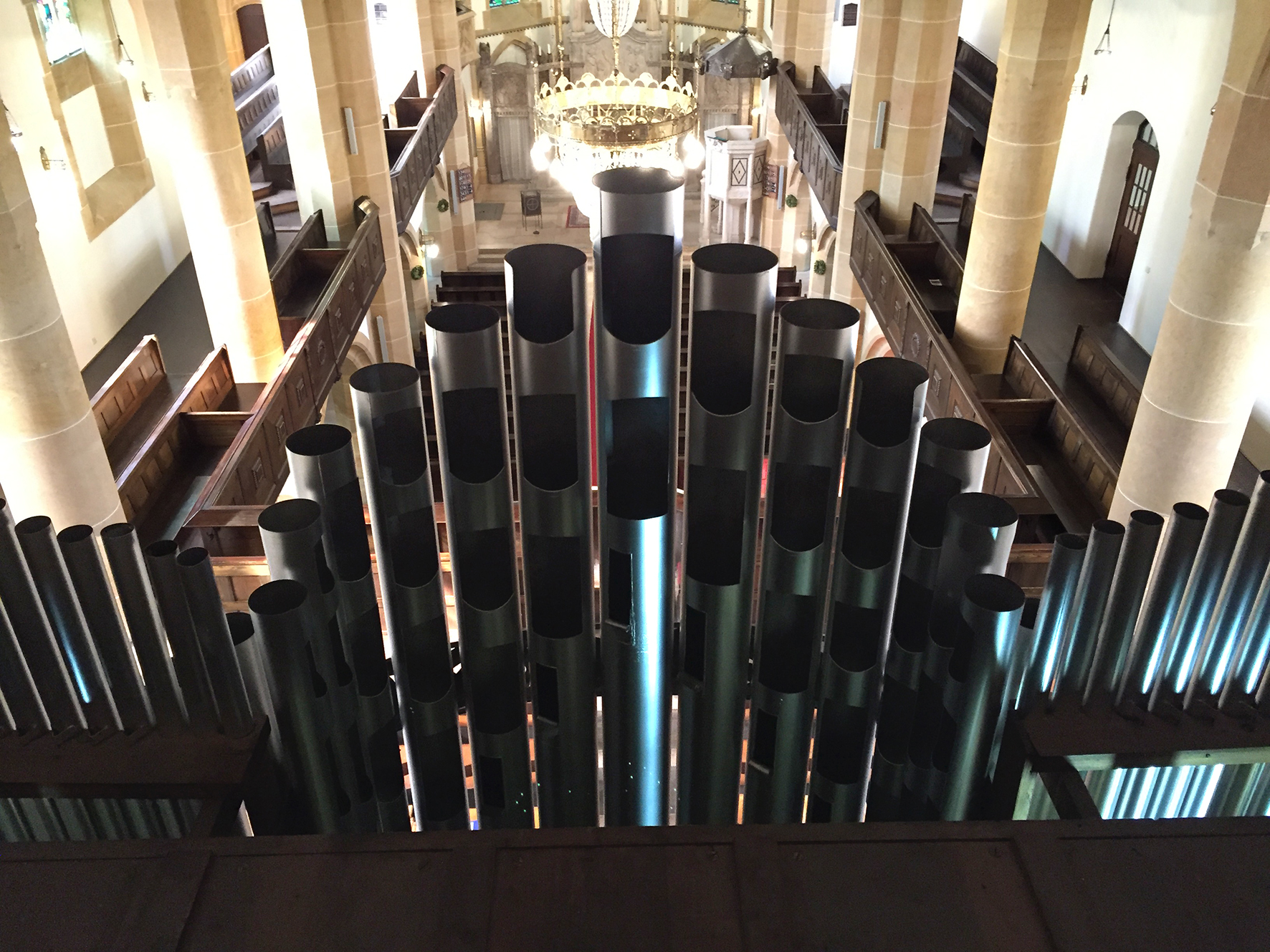
Blick vom „Dach“ des Schwellwerks in das Kirchenschiff

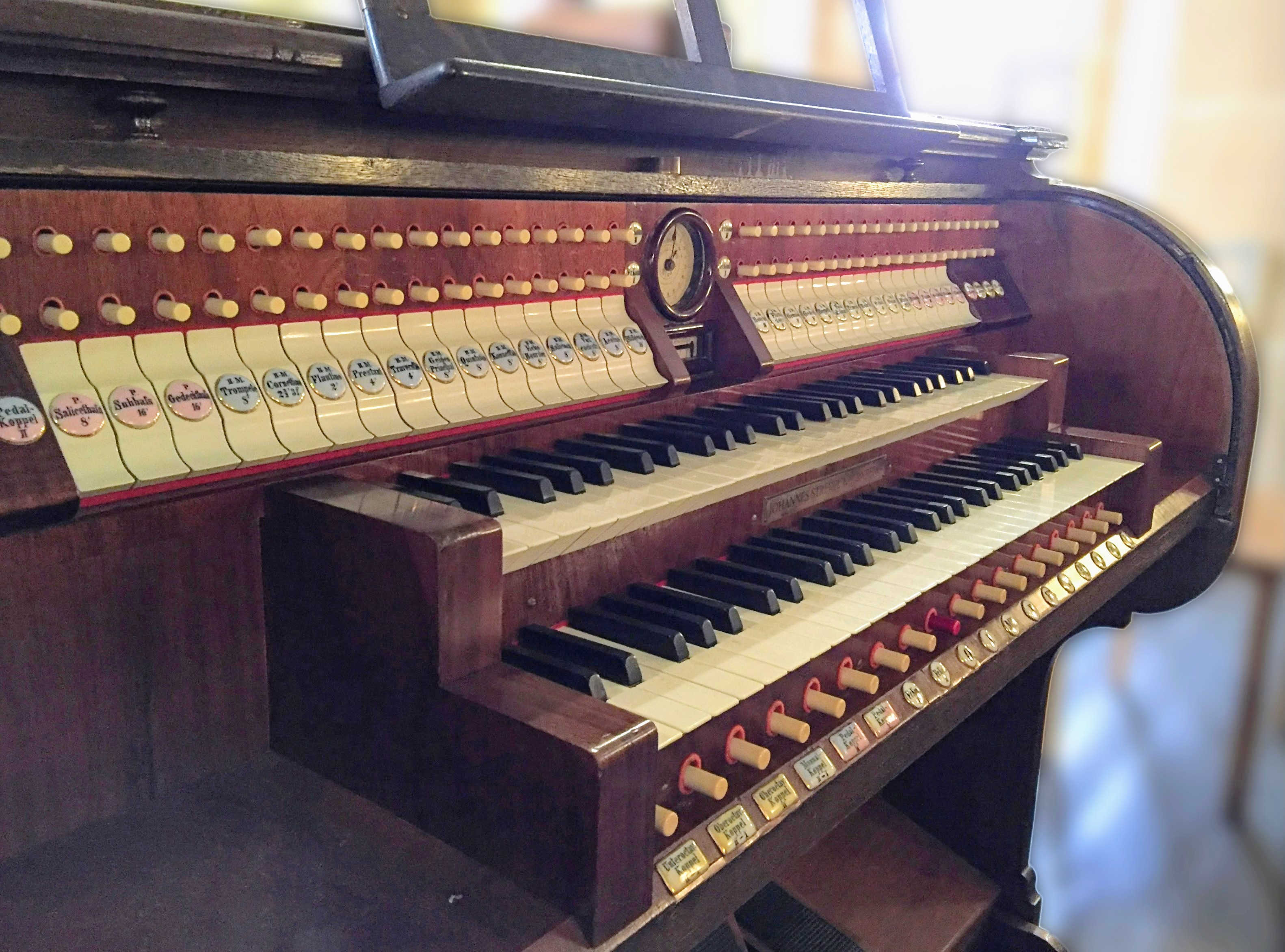
Spieltisch der Strebel-Orgel (Detail)

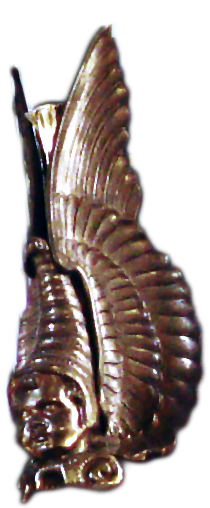
Einer der Engelsköpfe am Orgelprospekt (freigestellt)

Die Orgel aus dem Hause der Orgelbau-Anstalt von Johannes Strebel wurde 1910 beauftragt und war schon vor Einweihung der Kirche, nämlich bereits 1913, fertig auf der Empore über dem Osteingang aufgestellt.
Der mit 146 Pfeifen besetzte, fast nur aus freistehenden Pfeifen bestehende Prospekt ist im Jugendstil gehalten: Die drei Bänder im oberen Bereich der Prospektpfeifen sowie die großflächigen Tafeln an den Pfeifenfüßen bestehen aus Altmessing, in das Jugendstilornamente getrieben sind (Weinranken und Weintrauben). Die beiden seitlichen Tafeln tragen jeweils rechts und links Engelsköpfe, über denen sich große Engelsflügel schließen.
Das „prächtig gelungene Werk“ in der Heilig-Kreuz-Kirche ist seit Längerem die größte der erhaltenen Strebel-Orgeln und wurde niemals einem klanglichen oder technischen Umbau ausgeliefert. Wie das gesamte Gotteshaus steht auch die Orgel unter Denkmalschutz. Erstmals nach 1913 erfolgte im Jahr 2002 eine Generalüberholung, die von der Orgelbaufirma Benedikt Friedrich (Oberasbach) ausgeführt wurde.
Disposition: 30 Labialregister, 2 Lingualregister, röhrenpneumatische Traktur.
| I Hauptwerk C–g3 |       |
| Bourdon          | 16′   |
| Prinzipal        | 8′    |
| Doppelflöte      | 8′    |
| Viola di Gamba   | 8′    |
| Gedeckt          | 8′    |
| Flauto dolce     | 8′    |
| Gemshorn         | 8′    |
| Oktave           | 4′    |
| Rohrflöte        | 4′    |
| Oktave           | 2′    |
| Mixtur V         | 2 ⁄3′ |

| II Schwellwerk C–g3 |       |
| Stillgedeckt        | 16′   |
| Aeoline             | 8′    |
| Echo Bourdon        | 8′    |
| Quintatön           | 8′    |
| Salicional          | 8′    |
| Geigenprinzipal     | 8′    |
| Vox coelestis       | 8′    |
| Konzertflöte        | 8′    |
| Flauto traverso     | 4′    |
| Praestant           | 4′    |
| Flautino            | 2′    |
| Trompete            | 8′    |
| Cornettino III      | 2 ⁄3′ |

| Pedal C–f1    |     |
| Prinzipalbass | 16′ |
| Subbass       | 16′ |
| Gedecktbass   | 16′ |
| Oktavbass     | 8′  |
| Violoncello   | 8′  |
| Salicetbass   | 8′  |
| Choralbass    | 8′  |
| Posaune       | 16′ |

- Koppeln:
  - Normalkoppeln: II/I, I/P, II/P
  - Superoktavkoppel: II
  - Superoktavkoppel: II/I
  - Suboktavkoppel: II/I
- Spielhilfen: 5 feste Kombinationen (p, mf, f, ff, Tutti), 2 freie Kombinationen, Manual 16′ ab, Handregister ab, Zungen ab, automatisches Pianopedal, Crescendowalze, Calcantenglocke

## Glocken
Im Glockenstuhl hängen, auf zwei Ebenen verteilt, 3 Glocken, die vom Bochumer Verein für Bergbau und Gußstahlfabrikation gegossen wurden. Sie läuteten zum ersten Mal am 19. Februar 1911, also lange vor der Kircheneinweihung im Jahr 1914. Neben der Herstellerangabe trägt die größte, die gesamte untere Ebene einnehmende Glocke die Gravur: „Gestiftet von Meistern der Fabrik Grünthal“. Auf den beiden anderen steht jeweils zu lesen: „Gestiftet von den Arbeitern der Fabrik Grünthal.“ Auf jeder der Glocken ist darüber hinaus der Text einer Bibelstelle aufgebracht:
- „Befiehl dem Herrn deine Wege und hoffe auf ihn; er wird’s wohl machen“ (Ps 37,5 LUT) auf der kleinsten Glocke, die in as1 erklingt.
- „Lasset die Kindlein zu mir kommen“ (Lk 18,16 LUT) auf der mittleren Glocke, die deshalb auch als Taufglocke bezeichnet und genutzt wird, und die in f1 erklingt.
- „Ich weiß, dass mein Erlöser lebt“ (Hiob 19,25 LUT) auf der größten Glocke, die in d1 erklingt.[23]